# Fritz Anton Suter
Fritz Anton Suter (* 25. April 1874 in Winterthur; † 20. November 1910 in Lima) war ein Schweizer Chirurg.

## Leben und Werk
Suters Vater Jakob Suter (1844–1923) war der Rektor des Töchterinstituts und Lehrerinnenseminars Aarau. Suter studierte Medizin an der Universität Genf bei Zygmunt Laskowski und anschliessend an der Universität Zürich, wo er hauptsächlich histoanotomische Studien unter Philipp Stöhr betrieb. Später wurde Suter von August Socin an die Universität Basel berufen und war dessen Unterassistent. Nach einem Studienaufenthalt in Florenz schloss Suter sein Studium 1898 in Basel ab, übernahm die Stelle eines Bezirksarztes an der allgemeinen Poliklinik und doktorierte 1900. Anschliessend reiste er als Mitglied der schweizerischen Rotkreuzexpedition nach Südafrika und veröffentlichte seine Erlebnisse 1901 im Buch Unter dem Schweizer Roten Kreuz im Burenkrieg.
Suter war von Mai bis August 1901 als Volontärarzt der Chirurgischen Universitätsklinik in Prag tätig. Weitere Studien führten ihn nach Paris und London. Wieder in Genf, war Suter bis 1903 an der dortigen Chirurgischen Klinik tätig. Anschliessend arbeitete er an der Chirurgischen Klinik in Innsbruck, wo er über viele Jahre Assistent unter Hermann Schloffer war und sein Stellvertreter wurde.
Da Suter wegen fehlender beruflicher Aufstiegsmöglichkeiten dort keine Karriere machen konnte, entschloss er sich, dem Rat eines aus Peru stammenden Freundes zu folgen, und reiste im Frühjahr 1908 nach Lima, wo er sich in kurzer Zeit als Chirurg Ansehen verschaffte. In der Folge bot ihm 1910 die Regierung von Peru die neugeschaffene Professur für klinische Chirurgie an der Universität Lima an. Suter starb nur wenige Monate später an einem Herzinfarkt.